# Halle aux blés de Thann
La halle aux blés de Thann est un monument historique situé à Thann, dans le département français du Haut-Rhin.

## Localisation
Ce bâtiment est situé au 24, rue Saint-Thiébaut à Thann.

## Historique
L'édifice fait l'objet d'un classement au titre des monuments historiques depuis 1920.
En 2019, elle est abrite le musée des Amis de Thann.